# Launch and Early Orbit Phase
Als Launch and Early Orbit Phase, kurz LEOP, bezeichnet man die erste Phase einer Satellitenmission.
Sie beginnt mit dem Start des Satelliten (engl. launch) und endet mit dem Eintritt in eine vorläufige Umlaufbahn (engl. early orbit) um die Erde. Ihr folgt der In Orbit Test (IOT), bei dem alle Komponenten auf Funktionsfähigkeit geprüft werden. Bei positivem Ergebnis wird der Start als erfolgreich angesehen, und oft wechselt die Verantwortung für den Satelliten von der Organisation, die die Trägerrakete bereitstellte bzw. einem spezialisierten LEOP-Kontrollzentrum, zum Betreiber des Satelliten.